# Thomas Gabriel Fischer
Thomas Gabriel Fischer, également connu par ses noms de scène Tom G. Warrior et Satanic Slaughter, est un chanteur et un guitariste suisse né à Zurich le 19 juillet 1963. Il est considéré comme l'un des pionniers du black metal et du death metal et est connu pour avoir créé le groupe Hellhammer, qui deviendra par la suite Celtic Frost. Il est aujourd'hui le leader des groupes Triptykon et Triumph of Death, groupe joue des reprises de Hellhammer. Triumph of Death est d'ailleurs le nom d'une démo de Hellhammer.